# Journée internationale de la fierté autiste
La journée internationale de la fierté autiste (anglais : Autistic Pride Day) est une initiative prise par l’association Aspies For Freedom pour célébrer chaque 18 juin la neurodiversité des personnes autistes et reconnaître leur potentiel.

## Dénomination
En français, cette journée est traduite par « journée internationale de la fierté autiste ».

## Histoire du concept
Le premier Autistic Pride Day est créé en juin 2005 par l'association Aspies For Freedom, qui s'est constituée en 2004 dans l'objectif de lutter contre le dépistage prénatal de l'autisme et de prévenir l'extermination eugéniste des personnes autistes,. D'après la sociologue Céline Borelle, sa création s'inspire de la LGBT Pride.
Le magazine New Scientist publie un article intitulé « Autiste et fier » à l’occasion de cette première journée de la fierté de l’autisme.
"La Journée internationale de la fierté autiste", qui se tient le 8 juin, est une initiative différente de la "Journée mondiale de sensibilisation à l'autisme", qui se tient le 2 avril à l'initiative des Nations unies depuis 2007.

## Définition
Les associations de personnes autistes qui le souhaitent, quel que soit leur pays, célèbrent l’Autistic Pride Day chaque 18 juin. L'objectif de cette célébration est de mettre en valeur les points forts des personnes autistes, de célébrer l'autisme comme une neurodiversité, et de lutter contre les représentations qui assimilent l'autisme à une maladie à guérir ou un problème à éradiquer,.

## Thèmes
- 2005 : L’acceptation, pas la guérison — l’évènement le plus important s’est déroulé à Brasilia (capitale du Brésil).
- 2006 : Célébrer la neurodiversité — les évènements majeurs se sont déroulés dans un camp d’été de Fierté Autistique en Allemagne et en Australie, au Musée des Sciences de Melbourne.
- 2007 : Les autistes parlent, il est temps de les écouter.
- 2008 : Pas de thème.
- 2009 : Pas de thème.
- 2010 : Des solutions, pas de peur.
- 2011 : Reconnaître, respecter, inclure.
- 2012 : Pas de thème — l’évènement majeur s’est passé en Israël, dans le parc d’Herzliya.
- 2013 : Pas de thème — l’évènement le plus important s’est déroulé à Jérusalem, au parc Sacher.
- 2015 : Pas de thème — les événements principaux ont eu lieu à Reading, à Hyde Park au Royaume-Uni.
- 2016 : Pas de thème — les événements principaux se sont déroulés à Reading, à Hyde Park, et à Manchester au Royaume-Uni.
- 2017 : Pas de thème — les événements principaux se sont déroulés à Hyde Park, Londres, Reading, Manchester au Royaume-Uni et Modiin, en Israël.
- 2018 : Pas de thème — les événements principaux ont eu lieu à Londres dans le Hyde Park, à Manchester et à Reading au Royaume-Uni ainsi qu'à Tel-Aviv en Israël.
- 2019 : Pas de thème — les événements principaux ont eu lieu à Londres dans le Hyde Park, à Manchester et à Reading au Royaume-Uni, ainsi qu'à Paris et à Lincoln dans le Nebraska. Il y a eu également une "marche de fierté autiste" à Galway en Irlande.
- 2020 : Pas de thème. Quelques événements eurent lieu à Galway, Dublin et Ennis en Irlande. Il y a eu également plusieurs événements en ligne[8].
- 2021 :
- 2023 : Pas de thème. Un événement à Cayenne, Guyane[9].
- 2024 : Deux évènements : le premier à Melbourne, le 8 juin, et le second à Sydney, le 9 juin[10],[11].